# Aarre Merikanto
Aarre Merikanto (* 29. Juni 1893 in Helsinki; † 28. September 1958 ebenda) war ein finnischer Komponist.

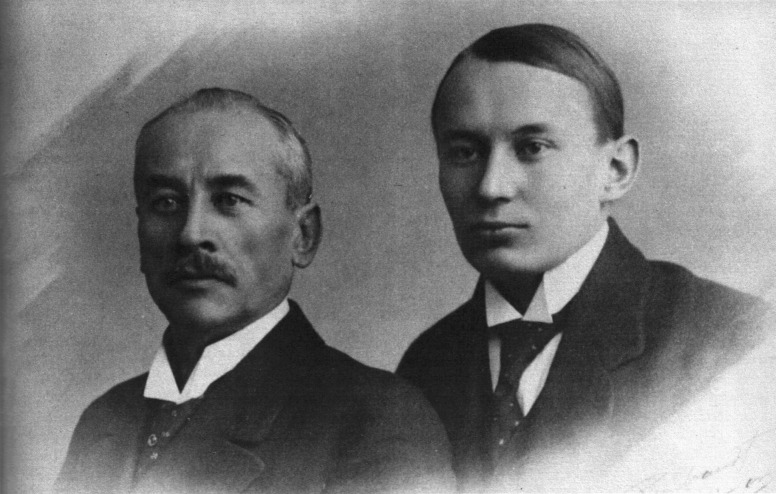
Vater und Sohn: Oskar Merikanto mit seinem Sohn Aarre im Jahr 1919.

## Leben
Aarre Merikanto war der Sohn von Liisa Häyrynen und Oskar Merikanto (1868–1924), einem der bekanntesten finnischen Komponisten seiner Zeit. Die Kindheit verlebte er im finnischen Vilppula, erhielt durch seinen Vater früh musikalische Ausbildung und schrieb bereits als Teenager erste Kompositionen. Merikanto studierte Musik zunächst bei Erkki Melartin in Helsinki (1911) und von 1912 bis 1914 am Leipziger Konservatorium bei Max Reger. Reger nannte ihn scherzhaft Meister Quinte (wegen seines Beharrens auf parallelen Quinten), hielt aber viel von ihm und unterstützte 1914 die Verleihung eines der beiden Konservatoriumspreise für Komposition an seinen Schüler. Im November 1914 gab Merikanto in Helsinki ein Konzert mit eigenen Werken. Im Winter 1915/1916 studierte er für 4 Monate in Moskau bei Sergei Wassilenko. 1919 heiratete er Meri Grönmark. 1937 wurde Merikanto Lehrer für Theorie und Komposition an der Sibelius-Akademie Helsinki. 1951 erhielt er dort eine Professur für Komposition.
Zu Merikantos Schülern zählen u. a. Jaakko Linjama, Usko Meriläinen, Ilkka Kuusisto, Einojuhani Rautavaara, Aulis Sallinen und Paavo Heininen.

## Stil

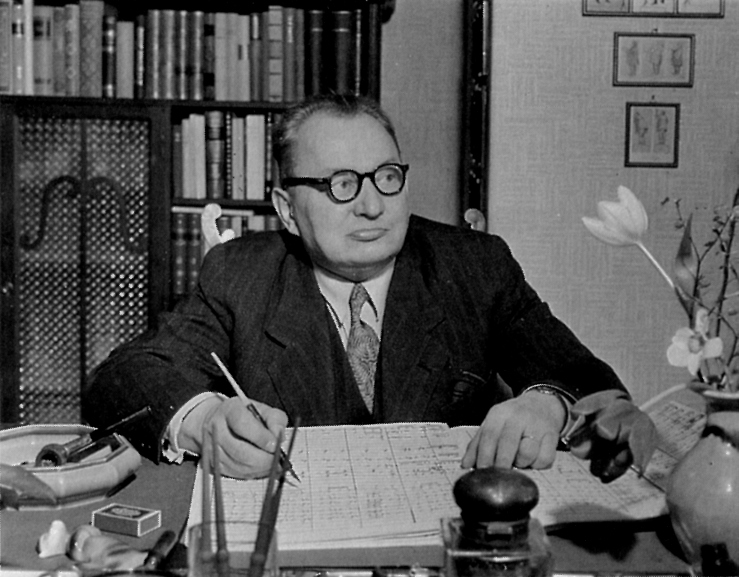
Aarre Merikanto 1950

Merikantos Werke entwickelten sich von anfänglicher Rezeption des Regerschen Personalstils über die frühe nationalromantische Ausrichtung auf Grundlage heimatlicher Folklore und gingen nach einem radikalen Richtungswechsel zur expressiv-modernen Oper Juha (1920–1922) und zum so genannten Schott-Konzert von 1924. Auf Sinfoninen Harjoitelma (Symphonische Studie, 1928) folgte nach 1933 ein erneuter ästhetischer Wechsel zur einfacheren, neoklassizistisch geprägten Gebrauchsmusik, zu der beispielsweise seine Olympiafanfare von 1952 gehört.
Sein in den 1920er Jahren entwickelter radikaler Stil verbindet expressionistische Züge mit einer höchst farbigen Instrumentation (teilweise mit Anklängen an Alexander Skrjabin oder Karol Szymanowski). In seinem Heimatland stieß er damit zu Lebzeiten vielfach auf Unverständnis. Die heute als Meilenstein der finnischen Operngeschichte geltende Oper Juha aus dem Jahr 1922 wurde von der Finnischen Nationaloper abgelehnt und erklang erstmals 1958, nach dem Tod des Komponisten. Viele Werke erlebten ihre Uraufführung erst posthum.

## Werkauswahl
- Oper Juha nach dem Roman von Juhani Aho (1922; am 3. Dezember 1958, nach Merikantos Tod, konzertant uraufgeführt; szenische Uraufführung 1963 Oper Lahti)[4]
- 3 Sinfonien (1914/16, 1918, 1952/53)
- 4 Violinkonzerte (1915, 1925, 1931 (vernichtet), 1954)
- 3 Klavierkonzerte (1913, 1935–1937, 1955)
- 2 Cellokonzerte (1919, 1941/44)
- Schott-Konzert für Violine, Klarinette, Horn und Streichsextett (1925)
- Sinfonische Dichtungen, u. a.:
  - Lemminkäinen (1916)
  - Echo für Sopran und Orchester (1922)
  - Pan (1924)
  - Notturno (1928)
  - Kyllikkis Entführung (1936) (fin.: Kyllikin ryöstö)
- Kammermusik, u. a.:
  - Konzertstück für Cello und Kammerorchester (1923)
  - Konzert für Violine, Klarinette, Horn und Streichsextett (1925)
  - Nonett für Flöte, Englischhorn, Klarinette, Klavier und Streichquintett (1926)

Merikanto schrieb (1939) auch die Fanfare für die (für 1940 geplanten) Olympischen Spiele 1952 in Helsinki.